# 버드 제이미슨

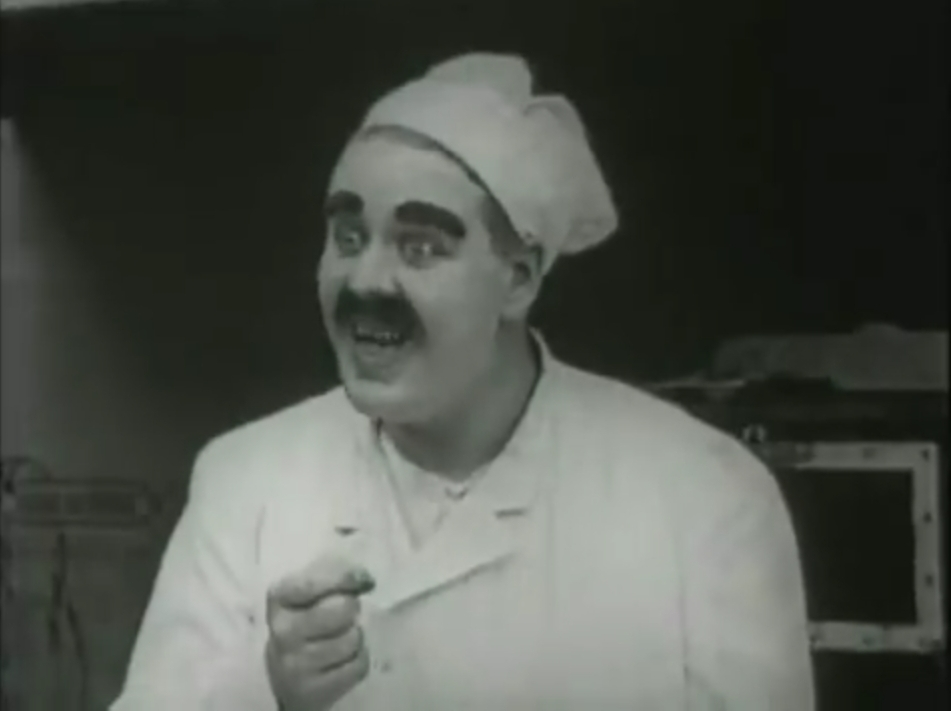

버드 제이미슨(Bud Jamison, 1894년 2월 15일 ~ 1944년 9월 30일)은 미국의 배우, 영화배우, 연극 배우이다.
바예호에서 태어났으며 할리우드에서 사망하였다. 사인은 신장암이다.

## 영화
- 다이아몬드 호슈즈 (1945년)
- 내일 일어날 일 (1944년)
- 히트 퍼레이드 오브 1943 (1943년)
- 헬로우 프리스코, 헬로우 (1943년)
- 타임 아웃 포 리듬 (1941년)
- 릴 애브너 (1940년)
- 원더 바 (1934년)
- 멜로디 크루즈 (1933년)
- 마음의 고향 (1928년)
- 긴 바지 (1927년)
- 쉬 러브스 미 낫 (1918년)
- 개의 삶 (1918년)
- 트리플 트러블 (1918년)
- 경찰 (1916년)
- 매장 감독 (1916년)
- 밤샘 (1915년)
- 바닷가에서 (1915년)
- 새 일자리 (1915년)
- 유괴 (1915년)
- 사랑의 도피 (1915년)
- 쇼 관람 (1915년)
- 카르멘 (1915년)
- 찰리 채플린 단편3 : 챔피언 (1915년)
- 인 더 파크 (1915년)
- 방랑자 (1915년)